# Альберт II (граф Намюра)
Альбе́рт II (фр. Albert II de Namur; ум. 1063/1064) — граф Намюра, младший сын Альберта I, графа Намюра, и Аделаиды, дочери герцога Нижней Лотарингии Карла I, представитель Намюрского дома.

## Биография
Так как намюрский граф Роберт II не был женат и детей не имел, его преемником стал его брат Альберт II. Последний раз Роберт упоминается в 1118 году, но впервые Альберт II назван графом Намюра только в 1031 году, поэтому Роберт II умер раннее этого срока.
В 1037 году Альберт II участвовал в борьбе против Эда II де Блуа, графа Мо и Труа, который оспаривал правопреемство императора Конрада II на Бургундское королевство, которое тот получил в 1032 году.
Альберт II, герцог Лотарингии Гозело, его старший сын Готфрид, который в 1025 году унаследовал графство Верден, граф Меца Герхард IV,  которых поддерживали епископ Льежа и архиепископ Меца, 15 ноября 1037 года в битве при Ганоле (между Бар-ле-Дюком и Верденом)  разбили армию Эда II де Блуа, а сам он погиб.
В 1046 году Альберт II выступил на стороне императора Генриха III в его борьбе с герцогом Нижней Лотарингии Готфридом II и поддержавшими его графом Голландии Дирком IV и графом Фландрии Бодуэном V.
В 1047 году Альберт II перестроил церковь Сент-Обен-де-Намюр и сделал при ней монастырь.
Обстоятельства его смерти не известны. В указе, датированном 1070 годом, сказано, что его сын Альберт III правил уже седьмой год в графстве Намюр. Исключительно по этому документу можно определить дату смерти Альберта II.

## Брак и дети
Жена: Регелинда (ок. 1010/1015 — после 1067), дочь Гозело I, герцога Лотарингии. Дети:
- Альберт III (до 1035—22 июня 1102), граф Намюра с 1063/1064
- Генрих I (ум. после 1088), граф Дарбюи
- Гедвига (ум. 1080); муж: Жерар I (1030—14 апреля 1070), герцог Лотарингии